# Ronneby socken
Ronneby socken i Blekinge ingick i Medelstads härad, uppgick 1967 i Ronneby stad och området är sedan 1971 en del av Ronneby kommun i Blekinge län, från 2016 inom Ronneby distrikt.
Socknens areal är 188 kvadratkilometer, varav land 180,9. År 1952 fanns här 8 974 invånare. Tätorten Kallinge med Kallinge kyrka, orterna Bredåkra med Bredåkra kyrka, Saxemara med Saxemara kyrka, Möljeryd med Möljeryds kyrka, Sörby, Ronneby Brunn och Djupafors ligger i denna socken. Sockenkyrkan Heliga Kors kyrka delades med Ronneby stad och ligger där, utanför socknen.

## Administrativ historik
Socknen har medeltida ursprung och dess historia är sammanlänkad med Ronneby stad och köping som socken utgjorde kringområde till och som den delade församling med.
Vid kommunreformen 1862 övergick socknens ansvar för de kyrkliga frågorna till Ronneby församling och för de borgerliga frågorna till Ronneby landskommun. Landskommunen inkorporerades 1963 i Kallinge landskommun, uppgick 1967 i Ronneby stad som 1971 uppgick i Ronneby kommun.  Församlingen utökades 2002 och 2010.
1 januari 2016 inrättades distriktet Ronneby, med samma omfattning som Ronneby församling hade 1999/2000, och vari detta sockenområde ingår.
Socknen har tillhört fögderier, tingslag och domsagor enligt vad som beskrivs i artikeln Medelstads härad. Socken indelades fram till 1901 i 94 båtsmanshåll, vars båtsmän tillhörde Blekinges 4:e (1:a före 1845) båtsmanskompani.

## Geografi
Ronneby socken genomflyts av Ronnebyån och når norrut efter slättbygd runt Kallinge upp till den skogrika blekingska mellanbygden. Den når söderut ut till skärgård efter en småbergig kustbygd.

## Fornminnen
Bland fornfynden märks flera järnåldersgravfält.

## Namnet
Namnet (1300 Rothenby), taget från kyrkbyn, bygger på åns namn vars äldsta form är Rotn, 'den rytande'.

## Befolkningsutveckling
| Befolkningsutvecklingen i Ronneby socken 1750–1990 | Befolkningsutvecklingen i Ronneby socken 1750–1990 | Befolkningsutvecklingen i Ronneby socken 1750–1990 | Befolkningsutvecklingen i Ronneby socken 1750–1990 | Befolkningsutvecklingen i Ronneby socken 1750–1990 |
| --- | -------------------------------------------------- | -------------------------------------------------- | -------------------------------------------------- | -------------------------------------------------- |
| |                                                    |                                                    |                                                    |                                                    |
| År |                                                    |                                                    | Folkmängd                                          |                                                    |
| 1750 | 1750                                               |                                                    | 2 263                                              |                                                    |
| 1760 | 1760                                               |                                                    | 2 710                                              |                                                    |
| 1769 | 1769                                               |                                                    | 3 006                                              |                                                    |
| 1800 | 1800                                               |                                                    | 3 826                                              |                                                    |
| 1810 | 1810                                               |                                                    | 4 244                                              |                                                    |
| 1820 | 1820                                               |                                                    | 4 871                                              |                                                    |
| 1830 | 1830                                               |                                                    | 5 308                                              |                                                    |
| 1840 | 1840                                               |                                                    | 5 843                                              |                                                    |
| 1850 | 1850                                               |                                                    | 6 702                                              |                                                    |
| 1860 | 1860                                               |                                                    | 7 369                                              |                                                    |
| 1870 | 1870                                               |                                                    | 7 922                                              |                                                    |
| 1880 | 1880                                               |                                                    | 9 209                                              |                                                    |
| 1890 | 1890                                               |                                                    | 8 735                                              |                                                    |
| 1900 | 1900                                               |                                                    | 8 386                                              |                                                    |
| 1910 | 1910                                               |                                                    | 9 096                                              |                                                    |
| 1920 | 1920                                               |                                                    | 9 459                                              |                                                    |
| 1930 | 1930                                               |                                                    | 8 251                                              |                                                    |
| 1940 | 1940                                               |                                                    | 8 438                                              |                                                    |
| 1950 | 1950                                               |                                                    | 8 908                                              |                                                    |
| 1960 | 1960                                               |                                                    | 7 601                                              |                                                    |
| 1970 | 1970                                               |                                                    | 6 057                                              |                                                    |
| 1980 | 1980                                               |                                                    | 6 144                                              |                                                    |
| 1990 | 1990                                               |                                                    | 5 426                                              |                                                    |
| Anm: Tabellen avser Ronneby landsförsamling, ej staden. Perioden 1970-1990 avser Kallinge kbfd. Källor: Umeå universitet - Tabellverket 1749-1859, Demografiska databasen, CEDAR, Umeå universitet |                                                    |                                                    |                                                    |                                                    |

### Fotnoter
1. 1 2 3 4 5  Svensk Uppslagsbok Ronneby socken (landskommun) Arkiverad 13 april 2014 hämtat från the Wayback Machine.
2. ↑  Harlén, Hans; Harlén Eivy (2003). Sverige från A till Ö: geografisk-historisk uppslagsbok. Stockholm: Kommentus. Libris 9337075. ISBN 91-7345-139-8
3. ↑  ”Församlingar”. Statistiska centralbyrån. https://www.scb.se/hitta-statistik/regional-statistik-och-kartor/regionala-indelningar/forsamlingar/. Läst 30 december 2022.
4. ↑  "Ostkanten" om Blekinge och Södra Möres båtsmän
5. 1 2  Sjögren, Otto (1932). Sverige geografisk beskrivning del 3 Blekinge, Kristianstads, Malmöhus och Hallands län samt staden Göteborg. Stockholm: Wahlström & Widstrand. Libris 9940
6. ↑  Fornlämningar, Statens historiska museum: Ronneby socken
7. ↑  Fornminnesregistret, Riksantikvarieämbetet: Ronneby socken Fornminnen i socknen erhålls på kartan genom att skriva in sockennamn (utan "socken") i "Ange geografiskt område"
8. ↑  Nationalencyklopedin